# Hyphalophis
Hyphalophis is een monotypisch geslacht van straalvinnige vissen uit de familie van slangalen (Ophichthidae).

## Soort
- Hyphalophis devius McCosker & Böhlke, 1982